# Karl Friedrich Burdach

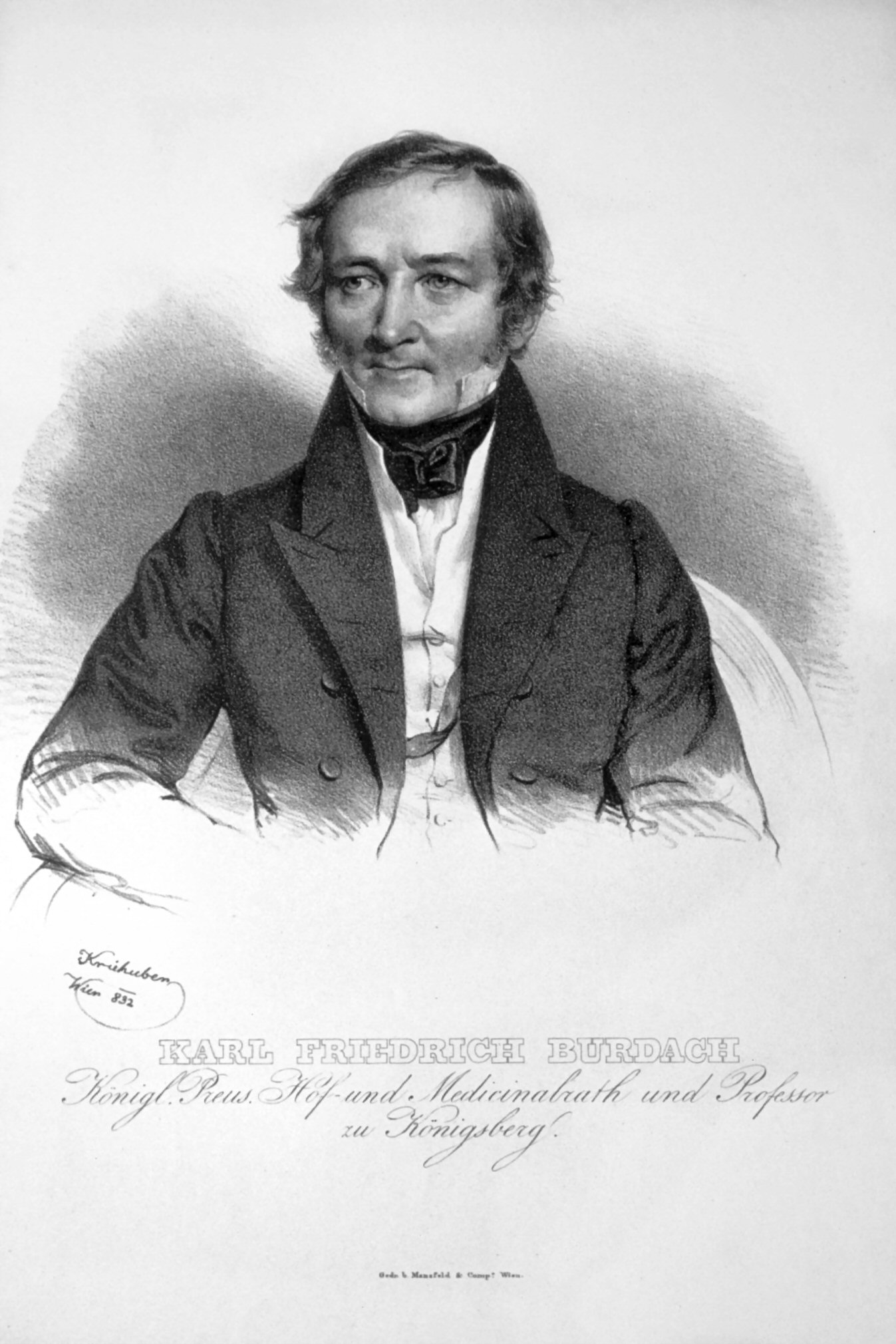
Karl Friedrich Burdach, Lithographie von Josef Kriehuber, 1832

Karl Friedrich Burdach (* 12. Juni 1776 in Leipzig; † 16. Juli 1847 in
Königsberg i. Pr.) war ein deutscher Anatom und Physiologe sowie bedeutender Neuroanatom. Seine Autobiographie ist eine wichtige Quelle für die Wissenschafts- und Medizingeschichte des frühen 19. Jahrhunderts.

## Leben
Karl Burdach, Sohn des früh verstorbenen Leipziger Arztes Daniel Christian Burdach, studierte von 1793 bis 1798 Medizin und Philosophie an der Universität Leipzig. Danach hörte er ein Jahr bei Johann Peter Frank in Wien. Er promovierte 1799 und arbeitete anschließend als praktischer Arzt und Medizinschriftsteller. Er behandelte vorwiegend ärmere Patienten und war auf seine Tantiemen als Autor und Übersetzer angewiesen.
Er habilitierte sich 1798 und wurde zum Privatdozenten ernannt. 1807 wurde Burdach außerordentlicher Professor an der Universität Leipzig. 1811 erhielt er den Lehrstuhl für Anatomie, Physiologie und Gerichtliche Medizin an der deutschsprachigen Kaiserlichen Universität Dorpat im Kaiserreich Russland. In Dorpat galt Burdach als Vertreter der romantischen Naturphilosophie. Er war dabei der Kritik durch die universitäre Orthodoxie ausgesetzt und zugleich für die Studenten interessant, weil das als „modern“ galt. Zu Burdachs bekanntesten Schülern in Dorpat gehören Karl Ernst von Baer, der 1827 die menschliche Eizelle entdecken sollte, und der Embryologe und Paläontologe Christian Heinrich Pander, der 1817 erstmals das wegweisende Keimblattmodell beschrieb.
1814 wechselte Burdach an die Albertus-Universität Königsberg. Hier baute er die 1817 gegründete Königliche Anatomische Anstalt auf. Baer, sein ehemaliger Student, wurde sein Prosektor und leitete ab 1826 die Anstalt. Burdach widmete sich fast ausschließlich der Physiologie. Er schützte die Kränzchen, die sich aus der Allgemeinen Burschenschaft zu lösen begannen. 1818 wurde er als korrespondierendes Mitglied in die Russische Akademie der Wissenschaften in St. Petersburg aufgenommen.
Der von Friedrich Wilhelm Joseph Schelling beeinflusste Burdach versuchte einen Mittelweg zwischen Empirie und Naturphilosophie zu gehen. Ein ewiges, „ideelles Princip im Weltganzen“ schafft alles Einzelne der Natur. Den „wissenschaftlichen Materialismus“ lehnte er als „plump“ ab, galt den romantischen Naturphilosophen aber als zu sehr an der Empirie orientiert, musste sich aber zugleich den Vorwurf gefallen lassen, den „Schwindelgeist der Naturphilosophie“ in Königsberg einführen zu wollen.
Burdachs Ehefrau starb 1838, worauf er sich vom wissenschaftlichen Leben zurückzog. Die letzten Jahre arbeitete er an allgemeinen, naturphilosophischen und psychologischen Fragestellungen. Seine Autobiographie konnte er nicht mehr abschließen.
Sein Sohn Ernst Burdach (1801–1876) war ebenfalls Mediziner.

## Leistungen in Physiologie und Anatomie
Burdach sah die Physiologie als wichtigste aller Wissenschaften an, weil sie sich mit den Lebensvorgängen und -prinzipien insbesondere des Menschen beschäftigte. Sein sechsbändiges Opus magnum Die Physiologie als Erfahrungswissenschaft (Leipzig 1826–1840) umfasst mit über 3500 Seiten und bekannten Mitarbeitern, neben Karl Ernst von Baer und Christian Heinrich Pander auch Martin Heinrich Rathke, Johannes Peter Müller und Rudolf Wagner, das gesamte physiologische Wissen seiner Zeit. Ein besonderer Schwerpunkt lag dabei auf embryonalen und entwicklungsbiologischen Vorgängen.
Seine anatomisch-morphologischen Vorstellungen entwickelte Burdach in einer Grundsatzrede zur Eröffnung der Anatomischen Anstalt in Königsberg: Ueber die Aufgabe der Morphologie (1817). Die Anatomie sollte sowohl zweckfreie Wissenschaft sein und zugleich dem Nutzen der Patienten dienen. Burdach war ein „master of neuroanatomy“, seine bedeutendsten anatomischen Leistungen liegen auf dem Gebiete der Anatomie des Gehirns. Sein wichtigstes Werk ist dabei das dreibändige Vom Baue und Leben des Gehirns (Leipzig 1819–1826). Anatomische Strukturen des Zentralnervensystems, die seinen Namen tragen, sind der Burdach-Kern und der Burdach-Strang.

## Sonstiges
Burdach gehörte außerdem neben Gottfried Reinhold Treviranus und Jean-Baptiste de Lamarck zu den Ersten, die den Begriff Biologie in einem modernen Sinn verwendeten. Außerdem spielte er eine Rolle in der Prägung des Begriffs der Morphologie. Johann Wolfgang von Goethe verwendete ihn erstmals 1796, Burdach publizierte ihn erstmals 1800.
Burdach ist 1808 in den Bund der Freimaurer aufgenommen worden. Er war Mitglied der Loge Minerva zu den drei Palmen in Leipzig und später der Loge Zu den drei Kronen in Königsberg, deren Meister vom Stuhl er zwischen 1834 und 1841 war.

## Schriften
Allgemein-medizinische und pharmazeutische Schriften und Sammelwerke
- Propädeutik zum Studium der gesammten Heilkunst. Breitkopf & Härtel, Leipzig 1800 (Digitalisat und Volltext im Deutschen Textarchiv)
- Asklepiades und John Brown. Eine Parallele. G.B. Meissner, Leipzig 1800.
- Handbuch der neuesten Entdeckungen der Heilmittellehre. Leipzig 1806.
- Dispensatorium für die königlich sächsischen Lande oder Philipp Jakob Piderit’s Pharmacia rationalis. Hinrichs, Leipzig 1807 Digitalisierte Ausgabe der Universitäts- und Landesbibliothek Düsseldorf
- Nachtrag zu dem Dispensatorium für die königlich sächsischen Lande. Hinrichs, Leipzig 1807 Digitalisierte Ausgabe der Universitäts- und Landesbibliothek Düsseldorf
- System der Arzneymittellehre. 3 Bände. Leipzig 1807–1809 (2. Auflage 1817–1819) Digitalisierte Ausgabe der Universitäts- und Landesbibliothek Düsseldorf
- System der Arzneymittellehre. 2. Ausgabe. Leipzig 1820. Digitalisierte Ausgabe der Universitäts- und Landesbibliothek Düsseldorf
- Handbuch der Pathologie. Leipzig 1808; Neudruck 2006.
- Der Organismus menschlicher Wissenschaft und Kunst. Leipzig 1809.
- Die Physiologie. Weidmann, Leipzig 1810.
- Neues Recepttaschenbuch für angehende Ärzte : oder: Anleitung zur Verordnung der Arzeneymittel; in alphabetischer Ordnung durch Beyspiele erläutert. Sommer, Leipzig 1807. Digitalisierte Ausgabe der Universitäts- und Landesbibliothek Düsseldorf
- Neues Recepttaschenbuch für angehende Ärzte : oder: Anleitung zur Verordnung der Arzneymittel; in alphabetischer Ordnung durch Beyspiele erläutert. 2., unveränderte Auflage. Sommer, Leipzig 1811. Digitalisierte Ausgabe der Universitäts- und Landesbibliothek Düsseldorf
- Die Literatur der Heilwissenschaft. 2 Bände und Ergänzungsband. Perthes, Gotha 1810/1811–1821.
- Encyklopädie der Heilwissenschaft. 3 Bände. Mitzky, Leipzig 1810–1812 (Neuauflage 1817–1819).
- Auflösung eines Räthsels vom Essig. Grenzius, Dorpat 1813 Digitalisierte Ausgabe. Universität Dorpat
- Anatomische Untersuchungen: bezogen auf Naturwissenschaft und Heilkunst. Hartmann, Leipzig 1814.
- Dissertatio de primis momentis formationis foetus. Königsberg 1814.
- als Hrsg. mit Alexander Crichton und Joseph Rehmann: Russische Sammlung für Naturwissenschaft und Heilkunst. 2 Bände. Hartmann, Riga/Leipzig 1816–1817.
- Ueber die Aufgabe der Morphologie. Dyk, Leipzig 1817 (Vortrag).
- Bemerkungen über den Mechanismus der Herzklappen. In: Berichte von der Königlichen Anatomischen Anstalt zu Königsberg. Nr. 3, 1820.
- Neues Recepttaschenbuch für angehende Ärzte: oder: Anleitung zur Verordnung der Arzneymittel; in alphabetischer Ordnung durch Beyspiele erläutert. 2., unveränderte Auflage. Leipzig 1820. Digitalisierte Ausgabe der Universitäts- und Landesbibliothek Düsseldorf
- Ansichten des Elektro-Magnetismus. In: Berichte von der Königlichen Anatomischen Anstalt zu Königsberg. Nr. 5, 1822.
- Die Physiologie als Erfahrungswissenschaft. 6 Bände. Voß, Leipzig 1826–1840 (mit Beiträgen von Karl Ernst von Baer, Heinrich Rathke, Christian Heinrich Pander, Johannes Müller und Rudolph Wagner); 2. Auflage 1835–1840.
- Handbuch der neuesten in- und ausländischen Literatur der gesammten Naturwissenschaften und der Medicin und Chirurgie. Perthes, Gotha 1828.
- Ueber Psychologie als Naturwissenschaft. In: Heckers Annalen. 1828 (Vortrag).
- Die Zeitrechnung des menschlichen Lebens. Voß, Leipzig 1829, (Vortrag).
- Historisch-statistische Studien über die Cholera-Epidemie vom Jahre 1831. Königsberg 1832.
- Gerichtsärztliche Arbeiten. Cotta, Stuttgart/Tübingen 1839.

Neuroanatomische Schriften
- Beyträge zur nähern Kenntniß des Gehirns. 2 Teile. Breitkopf und Härtel, Leipzig 1806.
- Beschreibung des untern Ende des Rückenmarks. In: Berichte von der Königlichen Anatomischen Anstalt zu Königsberg. Nr. 1, 1818.
- Vom Baue und Leben des Gehirns und Rückenmarks. 3 Bände. Dyk, Leipzig 1819–1826 (Teil 1: 1819, 2: 1822, 3: 1826)
- Umrisse eine Physiologie des Nervensystems. Voß, Leipzig 1844.

Anthropologische und autobiographische Schriften
- Der Mensch nach den verschiedenen Seiten seiner Natur. Anthropologie für das gebildete Publicum. Balz, Stuttgart 1837; Neuauflagen 1847 und 1854.
- Blicke ins Leben. 4 Bände. Voß, Leipzig 1842–1848.
- Comparative Psychologie. 2 Bände. Voß, Leipzig 1842 (= Blicke ins Leben. Band 1–2).
- Sinnenmängel und Geistesmacht. Voß, Leipzig 1844 (= Blicke ins Leben. Band 3).
- Rückblick auf mein Leben. Selbstbiographie. Voß, Leipzig 1848 (= Blicke ins Leben. Band 4). zeno.org.